# A.N.T. Farm (banda sonora)
A.N.T.Farm Soundtrack es la banda sonora de la serie de TV, A.N.T. Farm, la cual es transmitida por el canal Disney Channel. Fue lanzado el 11 de octubre de 2011. Además de las canciones por parte de China Anne McClain, y los miembros del reparto, como Stefanie Scott y Carlon Jeffery , cuenta con dos canciones de China y sus hermanas, como las hermanas McClain, previas a su álbum debut con Hollywood Records en 2012.

## Listas de canciones
| N.º | Título                                            | Escritor(es)                                                                                 | Duración |  |
| 1.  | ««Exceptional»» (China Anne McClain)              | Toby Gad, Lindy Robbins, China Anne McClain, Lauryn McClain, Sierra McClain                  | 2:55     |  |
| 2.  | ««Dynamite»» (China Anne McClain)                 | Benjamin Levin, Taio Cruz, Max Martin, Bonnie McKee, Lukasz Gottwald                         | 2:41     |  |
| 3.  | ««Calling All the Monsters»» (China Anne McClain) | Niclas Molinder, Joacim Persson, Johan Alkenas, Charlie Mason                                | 3:26     |  |
| 4.  | ««Unstoppable»» (China Anne McClain)              | Niclas Molinder, Joacim Persson, Johan Alkenas, Charlie Mason                                | 3:22     |  |
| 5.  | ««Beautiful»» (China Anne McClain)                | Linda Perry                                                                                  | 3:18     |  |
| 6.  | ««My Crush»» (China Anne McClain)                 | Kara DioGuardi, Wes Jones, Matthew Sherman, Corey Thomas                                     | 3:24     |  |
| 7.  | ««Pose»» (Stefanie Scott & Carlon Jeffery)        | Windy Wagner, Michael Dennis Smith, Spencer Lee                                              | 2:52     |  |
| 8.  | «Summertime» (Carlon Jeffery)                     | Smith, Hula (Mahone), K. Fingers (Simpkins), Taylor, Mickens, Bell, Brown, Thomas, Westfield | 4:13     |  |
| 9.  | ««Perfect Mistake»» (The McClain Sisters)         | Sierra A. McClain, Michael J. McClain                                                        | 3:25     |  |
| 10. | ««Electronic Apology»» (The McClain Sisters)      | Sierra A. McClain, Michael J. McClain                                                        | 3:23     |  |

## Charts
| Lista (2011)                     | Mejor posición |
| -------------------------------- | -------------- |
| Estados Unidos (Billboard 200)   | 29             |
| Estados Unidos (Kid Albums)      | 1              |
| Estados Unidos (Top Soundtracks) | 2              |